# Parc de la Creueta del Coll
El Parc de la Creueta del Coll és una zona verda de Barcelona, inclosa a l'Inventari del Patrimoni Arquitectònic de Catalunya. Va ser inaugurat el 1987, segons un projecte de Josep Martorell, Oriol Bohigas i David Mackay (MBM Arquitectes).

## Història i descripció
Fruit de la iniciativa ciutadana, el 1976 van sorgir diversos projectes per la zona de la pedrera i el turó abandonat. D'una banda, Parcs i Jardins hi va proposar un jardí ornamental però sense utilitat social. Per un altre costat, es va voler convertir en un camp de futbol, però el 1981 es va decidir traslladar-lo a un altre camp abandonat i construir el nou parc.
Ocupa 16 hectàrees, dividides en dos sectors diferenciats. El costat nord, orientat al Tibidabo, era una zona de desert a la que va aplicar-se un treball de reforestació per tal de crear zones de pícnic d'ús ciutadà. Al costat sud, el cràter de la pedrera abandonada va permetre crear un amfiteatre natural que podia tenir una funcionalitat urbana. Es va pensar com un espai per a fires i festivals que contribuís a fomentar l'esperit, la identitat i la cohesió social del barri.
S'hi pot accedir pel passeig de la Mare de Déu del Coll o pel carrer de Castellterçol. Si s'hi entra pel primer accés, dona la benvinguda un alt monòlit de ferro, l'Escultura, d'Ellsworth Kelly.
Els principals elements de l'espai es troben connectats a través d'un espai circular de terrasses, talussos i el llac, que serveix com a piscina a l'estiu. Al final del llac hi ha una altra zona, més elevada, amb aigua per sobre de la qual, sostingut per quatre gruixuts cables d'acer, s'hi troba l'element més preuat d'aquest parc: L'escultura Elogi de l'aigua d'Eduardo Chillida, feta de formigó i amb un pes de més de 50 tones.
Al darrere s'hi troba una gran plaça de 6.000 m² envoltada d'un bon nombre d'arbres i on hi ha jocs infantis, taules de ping-pong i una cistella de bàsquet. Alguns dels arbres que es troben al parc són plàtans, alzines, arbres de l'amor, xiprers o washingtònies. Per la seva raresa, cal destacar una palmera datilera (Phoenix dactylifera) amb dos estípits.

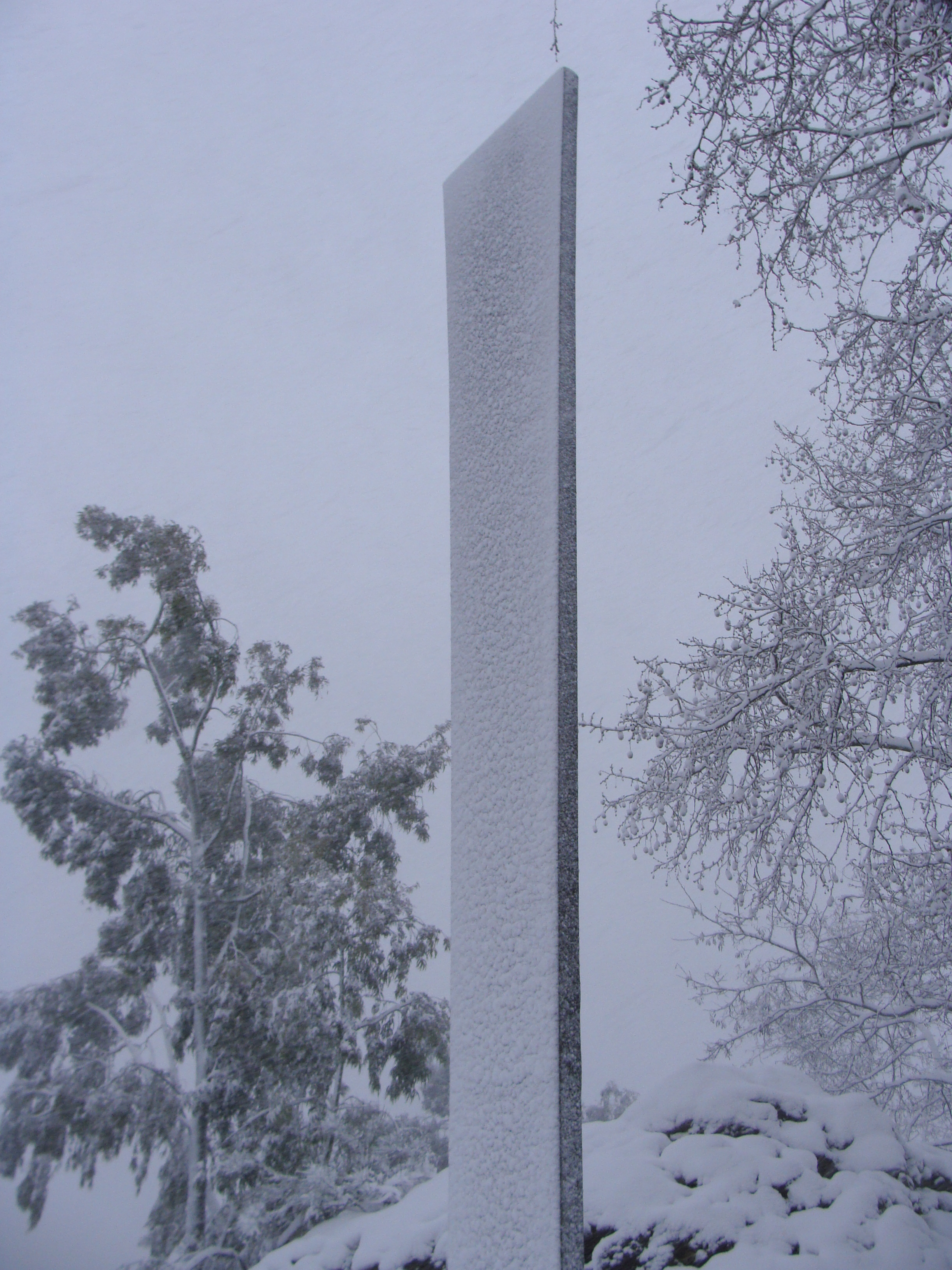
Monòlit de Kelly